# 拉索赛
拉索赛（法語：La Saussaye，法語發音：[la sosɛ]）是法国厄尔省的一个市镇，位于该省西北部，和滨海塞纳省接壤，属于贝尔奈区。

## 地理
拉索赛（49°15'27"N, 0°58'52"E）面积3.53 平方千米，位于法国诺曼底大区厄尔省，该省份为法国北部内陆省份，北起滨海塞纳省，西接奧恩省和卡爾瓦多斯省，南至厄尔-卢瓦省，东临瓦兹省、瓦兹河谷省和伊夫林省。
与拉索赛接壤的市镇（或旧市镇、城区）包括：埃尔伯夫、圣皮埃尔德弗勒尔。

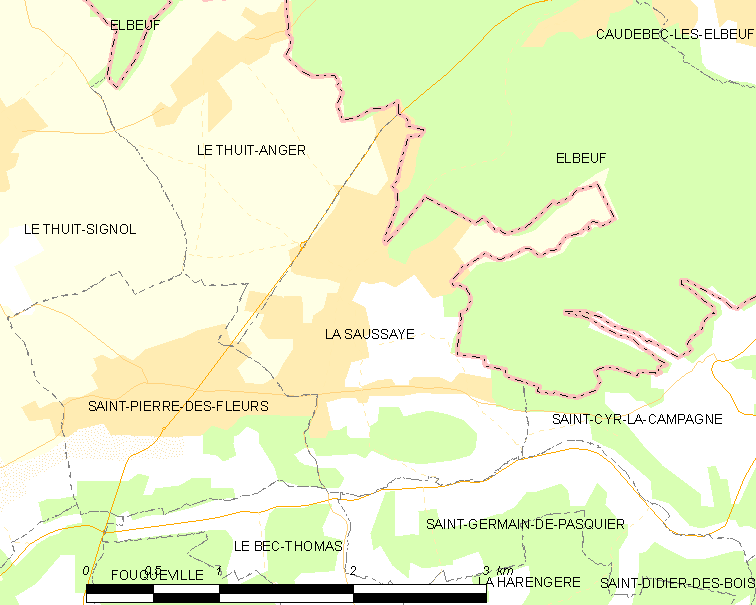
拉索赛的OSM定位图

拉索赛的时区为UTC+01:00、UTC+02:00（夏令时）。

## 行政
拉索赛的邮政编码为27370，INSEE市镇编码为27616。

## 政治
拉索赛所属的省级选区为大布特鲁尔德县。

## 人口

1962-2008年间拉索赛人口变化图示

拉索赛于2022年1月1日时的人口数量为1914人。